# بری اسلوآنه
بری اسلوآنه (به انگلیسی: Barry Sloane) (زاده ۱۰ فوریهٔ ۱۹۸۱) بازیگر انگلیسی است.
از فیلم‌های معروف او می‌توان به بازی در مجموعه تلویزیونی انتقام اشاره کرد.